# Bruinrot (aardappelziekte)
Bruinrot is een ziekte bij aardappels die veroorzaakt wordt door Ralstonia solanacearum bacterie. In Nederland is bruinrot een quarantaineziekte. Dit betekent dat het bestreden moet worden om verdere vestiging of uitbreiding te voorkomen. Een van de maatregelen hiertoe is de jaarlijkse bemonstering door de Plantenziektenkundige Dienst in Wageningen van alle partijen pootgoed. 
Resistentie tegen deze ziekte is niet beschikbaar. Fytosanitaire maatregelen zijn de enige manier om de ziekte te voorkomen of in te dammen. Hieronder vallen het gebruik van schoon pootgoed en een ruime vruchtwisseling. Sinds 2005 mogen akkerbouwers in Nederland aardappelplanten niet meer beregenen met oppervlaktewater omdat daar de bacterie in kan zitten.
Symptomen: verwelking (De Engelse naam is Bacterial Wilt). Wanneer een vers afgesneden verwelkte stengel in een glas water gehouden wordt, dan zakt langzaam een melkwitte waas uit de stengel naar beneden. Als een besmette knol doorgesneden wordt dan ontstaan kleine witte druppeltjes in de ring van het vaatweefsel van de knol. Als dat waargenomen wordt, dan is het raadzaam contact op te nemen met de Plantenziektenkundige Dienst te Wageningen.